# Bârgăuani (gmina)
Bârgăuani – gmina w Rumunii, w okręgu Neamț. Obejmuje miejscowości Bahna Mare, Baratca, Bălănești, Bârgăuani, Breaza, Certieni, Chilia, Dârloaia, Ghelăiești, Hârtop, Homiceni, Talpa i Vlădiceni. W 2011 roku liczyła 3505 mieszkańców.